# Dương Thu (nhà Đường)
Dương Thu (chữ Hán: 杨收, 816 – 870), tự Tàng Chi, là tể tướng vãn kỳ đời Đường trong lịch sử Trung Quốc.

## Thân thế
Nhà họ Dương tự nhận là hậu duệ của Việt quốc công Dương Tố nhà Tùy, nhiều đời định cư ở Phùng Dực, Đồng Châu . Ông kỵ là Dương Ngộ Hư, đỗ chế khoa Ứng Hiền Lương, được làm đến Sóc Châu tư mã. Ông cụ là Dương Ấu Liệt, được làm đến Ninh Châu tư mã. Ông nội là Dương Tàng Khí, được làm đến Tam Thủy (huyện) thừa thuộc Bân Châu.
Cha là Dương Di Trực, thời Đường Đức Tông từng dâng thư dưới cửa khuyết, được làm đến Hào Châu lục sự tham quân. Di Trực ngụ cư ở Tô Châu, lấy việc dạy học làm kế sanh nhai, nhân đó dời nhà đến đấy. Ban đầu Di Trực cưới Nguyên thị, sanh ra Phát, Giả, sau đó lấy Trưởng Tôn thị, sanh ra Thu, Nghiêm.

## Thiếu thời
Thu lên 7 thì mồ côi cha; trong tang lễ, ông hành xử như người trưởng thành. Trưởng Tôn thị có học thức, tự mình dạy con; lên 13 tuổi, Thu làu thông kinh sử, giỏi thuộc văn mà thơ phú còn hay hơn, được người đất Ngô khen là thần đồng. Vì nhà rất nghèo, nên Thu lấy cớ mẹ mình thờ Phật, từ nhỏ không chịu ăn thịt; Trưởng Tôn thị cũng khích lệ ông rằng: "Đợi mày đỗ tiến sĩ, thì có thể ăn thịt." 
Thu trưởng thành, mình dài 6 thước 2 tấc, trán rộng má sâu, mày thưa mắt sáng, ít nói cười, rất hiếu thảo, học rộng biết nhiều, không có môn nào là không thông hiểu. Thu lấy cớ anh thứ Dương Giả chưa đỗ tiến sĩ, không chịu đi tham gia kỳ thi Hương cống. Cuối niên hiệu Khai Thành (836 – 840), Giả thi đỗ; mùa đông cùng năm, Thu lập tức đến kinh đô Trường An, sang năm sau chỉ thi 1 lần thì đỗ, khi ấy mới 26 tuổi. 

## Khởi nghiệp
Bấy giờ anh cả Dương Phát được làm Nhuận Châu tòng sự, nhân đó làm nhà ở Kim Lăng. Vì thế Thu vừa thi đỗ, bèn quay về miền đông, trên đường ghé qua Hoài Đông, gặp cháu nội của cố Tể tướng, Tư đồ Đỗ Hữu là Dương Châu thứ sử Đỗ Tông, được ông ta mời làm Thự Tiết độ Thôi quan, rồi tâu xin cho thụ chức Hiệu thư lang. Đầu thời Đường Vũ Tông, Đỗ Tông được vào triều làm Tể tướng, lĩnh chức Phán độ chi, bèn lấy Thu làm Tuần quan. Tông chịu bãi tướng, ra làm Kiếm Nam tiết độ sứ, tâu xin cho Thu thụ chức Chưởng thư ký, được giai Hiệp luật lang. Sau đó Tông được dời đi Tây Xuyên, tiếp tục lấy Thu làm Quản ký thất.
Tể tướng Mã Thực tâu xin cho Thu thụ chức Vị Nam úy, sung làm Tập Hiền hiệu lý, rồi đổi làm Giám sát ngự sử. Thu từ chối, lấy cớ năm xưa mình đợi anh thứ Dương Giả thi đỗ mới dự thi, bây giờ Giả đang làm Tòng sự ở phủ hầu tước, nếu mình nhận chức Ngự sử sẽ vượt lên trước, thì bản thân không muốn như vậy, được Mã Thực khen ngợi. Thu lập tức ngầm tỏ ý với Đỗ Tông, nên ông ta dâng biểu lấy Thu làm Tiết độ phán quan; còn Mã Thực lấy em út Dương Nghiêm của ông làm Vị Nam úy, Tập Hiền hiệu lý.
Thục có huyện Khả, nằm ở tây nam Tây Châu , đất đai rộng rãi và bằng phẳng, nhiều sông suối, đủ để tưới tắm cho việc trồng lúa. Có người đề nghị tổ chức đồn điền, thu lấy lương thực giúp binh sĩ vùng biên no đủ. Đỗ Tông sắp nghe theo, Thu can rằng nơi này quá gần người Man, nếu điều binh đến làm ruộng sẽ buông lỏng phòng ngự ở Diêu Châu, Tây Châu, khiến kẻ địch thừa hư xâm phạm; một khi phát sanh chiến sự sẽ khiến dân mỏi binh oán, hơn nữa ruộng lúa ở quá gần chẳng phải mời gọi kẻ địch đến cướp bóc hay sao!? Đỗ Tông bèn thôi.

## Thăng tiến
Chu Trì chịu bãi chức tể tướng, ra làm Đông Xuyên tiết độ sứ, dâng biểu lấy Dương Nghiêm làm Chưởng thư ký. Trì đến trấn thì mất, Đỗ Tông bèn vời Nghiêm làm Quan sát phán quan. Anh em được ở cùng mạc phủ, từng làm phán quan của 2 tiết độ sứ, nên người đương thời khen là vinh. Ít lâu sau Dương Giả được rời chức Chiết Tây quan sát phán quan vào triều làm Giám sát ngự sử, Thu cũng được rời Tây Xuyên vào triều làm Giám sát. Anh em cùng lúc giữ chức ở Hiến phủ, là được đặc cách rồi trở thành tiền lệ.
Bùi Hưu được làm tể tướng, cho rằng Thu hiểu sâu về Lễ học, bèn dùng ông làm Thái Thường bác sĩ. Bấy giờ Dương Nghiêm cũng được rời chức Dương Châu tòng sự vào triều làm Giám sát. Ít lâu sau gặp tang mẹ, Thu quay về Tô Châu. Mãn tang, gặp lúc Thôi Huyễn chịu bãi chức tể tướng, ra làm Hoài Nam tiết độ sứ, lấy Thu làm Quan sát chi sử. Sau đó Thu được vào triều làm Thị ngự sử, rồi làm Chức phương Viên ngoại lang, phân tư Đông đô (tức là làm việc ở Đông đô Lạc Dương).
Tể tướng Hạ Hầu Tư được lĩnh Độ chi, dùng Thu làm Phán quan. Sau đó Tư chịu bãi chức tể tướng, Thu được đổi làm Tư huân Viên ngoại lang, Trường An lệnh. Mãn nhiệm kỳ, Thu được đổi làm Lại bộ Viên ngoại lang. Thu dâng lời rằng anh thứ Dương Giả mất ở chức Thường Châu thứ sử, chưa chôn cất, còn gởi tạm linh cữu ở đấy, muốn dời sang Yển Sư thuộc Hà Nam, xin cho anh em được tự đi làm việc ấy, triều đình đồng ý. Khi an táng, người miền đông đưa tang có đến ngàn người.
Bấy giờ thượng cấp cũ của Thu là Đỗ Tông, Hạ Hầu Tư đều ở Lạc Dương, liên kết tiến cử ông với tể tướng, nên tể tướng Lệnh Hồ Đào dùng Thu làm Hàn Lâm học sĩ, lấy chức Khố bộ Lang trung làm Tri chế cáo, chánh thức bái làm Trung thư xá nhân, ban Kim tử. Thời Đường Ý Tông, Thu được chuyển làm Binh bộ thị lang, Học sĩ Thừa chỉ. Tả quân trung úy Dương Huyền Giới được lòng hoàng đế, lấy cớ Thu với mình là cùng họ, đi lại gần gũi. Nhờ đó vào năm Hàm Thông thứ 4 (864), Thu được gia Ngân thanh Quang lộc đại phu, Trung thư thị lang, Đồng bình chương sự (tức tể tướng), dần thăng đến Môn hạ thị lang, Hình bộ thượng thư.
Từ thời Đường Tuyên Tông, người Nam Chiếu uy hiếp Ung Châu, cướp bóc Giao Chỉ, triều đình phải điều quân đội người Hán đi đóng đồn, gặp chướng khí nên 10 phần chết mất 7, đã vô công, mà thế lực Nam Chiếu ngày càng lớn mạnh. Thu đề nghị mộ 3 vạn trai tráng Giang Tây, đưa lên thuyền chở ra Lĩnh Nam làm lính. Thu đặt Trấn Nam quân ở Hồng Châu, đồn binh chứa thóc, dùng vào việc phòng bị Nam Chiếu. Đội quân này đều được dạy dùng nỏ, vào trận cứ lắp tên bắn tràn, người Nam Chiếu không thể địch nổi. Đường Ý Tông khen ngợi, cho Thu tiến vị Thượng thư Hữu bộc xạ, Thái Thanh Thái Vi cung sứ, Hoằng Văn quán Đại học sĩ, Tấn Dương huyện nam, thực ấp 300 hộ.

## Thất thế
Thu được hiển quý, dần trở nên tự mãn, ngày càng xa xỉ, còn bộ hạ và kẻ hầu của ông cũng thừa cơ làm bậy để kiếm lợi. Bấy giờ anh em Dương Huyền Giới thao túng triều đình, muốn vòi của đút ở các phương trấn, nhiều lần đòi hỏi Thu nâng đỡ, nhưng ông không thể đáp ứng tất cả. Dương Huyền Giới cho rằng Thu phản bội mình, rất tức giận, do vậy ngầm gièm pha ông với hoàng đế. Thu nắm quyền được 5 năm, vào tháng 10 ÂL năm thứ 8 (868) chịu bãi chức Tri chánh sự, Kiểm hiệu Công bộ thượng thư, ra làm Tuyên, Hấp quan sát sứ. Thu không được nhận tiền lương của chức vụ Quan sát sứ, nhưng được nhận bổng lộc dành cho Thứ sử, chịu sung công số tài sản lên đến 700 vạn tiền.
Vi Bảo Hành được làm tể tướng, bới móc lỗi lầm của Thu, nói ông trước đây dùng Nghiêm Soạn làm Giang Tây tiết độ sứ, đã ăn của đút 100 vạn tiền. Tháng 8 ÂL năm thứ 9 (689), Thu chịu biếm làm Đoan Châu tư mã. Viên lại sắp xếp thuyền lớn, Thu nói: "Đang bị biếm trích, như thế sao được?" rồi dùng 2 chiếc thuyền nhỏ để đi nhận chức. Năm sau, Thu bị lột hết chức tước, trường lưu  Hoan Châu, liền sau đó triều đình lại lệnh cho Nội dưỡng Quách Toàn Mục đem theo chiếu thư ban chết cho ông.
Ngày 15 tháng 3 ÂL năm thứ 10 (ngày 11 tháng 4 năm 870), Quách Toàn Mục đuổi kịp Thu đang trên đường đến nơi lưu đày. Sau khi Toàn Mục tuyên chiếu, Thu nài ông ta cho mình chút thời gian viết thư gởi hoàng đế, nhằm cầu xin tha chết cho em út Dương Nghiêm, giữ lại hương hỏa của nhà họ Dương; Toàn Mục đồng ý. Thu đã giao thư cho Toàn Mục, lập tức uống rượu độc mà chết.
Quách Toàn Mục trở về tâu lại, Đường Ý Tông đọc thư thì bùi ngùi, nên tha chết cho Dương Nghiêm, nhưng đồng đảng của Thu là bọn phán quan Chu Khản, Thường Lân, Diêm Quân, họ hàng của ông là Dương Công Khánh, Nghiêm Quý Thực, Dương Toàn Ích, Hà Sư Huyền, Lý Mạnh Huân, Mã Toàn Hữu, Lý Vũ, Vương Ngạn Phục vẫn bị lưu đày ra Lĩnh Nam. 3 năm sau, Thu được minh oan, khôi phục chức tước.

## Gia đình

### Anh em
- Anh cả Dương Phát tự Chí Chi, đỗ tiến sĩ năm Thái Hòa thứ 4 (830), lại trúng khoa Thư phán bạt tụy,[1][2] cởi áo vải nhận chức Hiệu thư lang, Hồ Nam quan sát thôi quan, rồi được vời làm Tây Thục tòng sự. Sau đó Phát được vào triều làm Giám sát, chuyển làm Thị ngự sử, dần thăng đến Lễ bộ Lang trung.[1] Năm Đại Trung thứ 3 (849), Phát được đổi làm Tả tư lang trung. Đường Tuyên Tông truy gia tôn hiệu cho 2 vua Thuận Tông, Hiến Tông; hữu tư đề nghị cải tạo miếu chủ, đặt thụy mới, vì Tuyên Tông giáng chiếu cho trăm quan bàn bạc. Phát cùng Đô quan lang trung Lư Bác phản đối, cho rằng xưa nay chưa có tiền lệ đổi miếu chủ; người hiểu biết đều cho là phải. Sau đó Phát được đổi làm Thái thường Thiếu khanh, làm Tô Châu thứ sử. Tô Châu là quê nhà của họ Dương, Phát ở đấy cung kính với người già, yêu mến người trẻ, được quan dân khen ngợi. Phát được về triều, rồi đổi làm Phúc Châu thứ sử, Phúc Kiến quan sát sứ. Người đất Mân khen Phát giỏi cai trị, kỳ lão đem chánh tích của Phát kể lại khắp nơi. Triều đình cho rằng Phát thông thạo công việc vùng biên, dời thụ Phát làm Quảng Châu thứ sử, Lĩnh Nam tiết độ sứ. Người tiền nhiệm quá dễ dãi, còn Phát nghiêm khắc giữ gìn kỷ cương, khiến quân đội oán trách rồi nổi loạn, bắt giam Phát ở quán dịch. Vì vậy Phát chịu biếm làm Vụ Châu thứ sử, mất ở nhiệm sở.[1][2]
- Anh thứ Dương Giả, tự Nhân Chi, cũng đỗ tiến sĩ,[1][2] ban đầu được làm Tòng sự cho cựu tể tướng, Hoa Châu thứ sử Trịnh Đàm. Giả theo Đàm đi trấn thủ Kinh Khẩu, được làm Đại lý bình sự. Sau đó Giả được vào triều làm Giám sát, rồi chuyển làm Thị ngự sử. Tiếp đó Giả được làm Tư phong Lang trung Tri tạp sự, chuyển làm Thái thường Thiếu khanh.[1] Cuối đời Giả được ra làm Thường Châu thứ sử, mất khi đang ở chức.[1][2]
- Em út Dương Nghiêm, tự Lẫm Chi, đỗ tiến sĩ năm Hội Xương thứ 4 (844). Năm ấy Bộc xạ Vương Khởi được làm chủ khảo, chọn được 30 thí sinh, trong đó Dương Tri Chí, Đậu Giam, Nguyên Trọng, Trịnh Phác cùng Nghiêm 5 người là con em nhà quan. Có ý kiến không chọn con em nhà quan, vì thế Vương Khởi tâu lên, Đường Vũ Tông bèn giáng chiếu cho một mình Nghiêm đỗ, 4 người kia bị đánh rớt.[1][2] Ban đầu Nghiêm được làm tòng sự ở phủ chư hầu. Trong niên hiệu Hàm Thông, Nghiêm dần được thăng đến Lại bộ Viên ngoại, chuyển làm Lang trung, bái làm Cấp sự trung,[1] Công bộ thị lang, ít lâu sau được giữ bản quan, sung làm Hàn Lâm học sĩ. Dương Thu được làm tể tướng, Nghiêm bèn xin nhận chức ở ngoài triều đình, nên được bái làm Việt Châu thứ sử, Ngự sử trung thừa, Chiết Đông đoàn luyện quan sát sứ. Đến khi Thu chịu bãi tướng và biếm chức, Nghiêm cũng chịu biếm làm Thiệu Châu thứ sử. Thu được rửa sạch tội danh, Nghiêm được lượng di làm Cát vương Phó. Năm Càn Phù thứ 4 (878), Nghiêm dần được thăng đến Binh bộ thị lang. Năm thứ 5 (879), Nghiêm được làm Phán độ chi; trong năm ấy, ông bệnh mất.[1][2]

### Con cháu
- Cháu trai gọi bằng bác, con trai của Dương Phát là Dương Thừa, cũng đỗ tiến sĩ, từng làm quan (nhưng sử cũ không ghi chép cụ thể). Thừa có tài năng, rất giỏi thể thơ trường ca.[1] Toàn Đường thi (全唐诗) chép 5 bài thơ của Thừa: Giáp tý tuế thư sự (甲子岁书事), Nam Từ xuân nhật hoài cổ (南徐春日怀古), Ngô Trung thư sự (吴中书事), Kiến Nghiệp hoài cổ (建邺怀古), Bảng cú (榜句).
- Con trai cả Dương Giám, cũng đỗ tiến sĩ,[1] sử cũ không chép hành trạng.
- Con trai thứ Dương Cự, cũng đỗ tiến sĩ,[1] vào năm Càn Ninh đầu tiên (894) nhờ chức Thượng thư lang Tri chế cáo, được triệu sung chức Hàn Lâm học sĩ,[1][2] bái làm Trung thư xá nhân, Hộ bộ thị lang, phong Tấn Dương nam, thực ấp 300 hộ.[1] Quyền thần Chu Toàn Trung dời đô sang Lạc Dương, Cự cũng đi theo Đường Chiêu Tông, mất ở chức Tả tán kỵ thường thị.[1][2]
- Con trai út Dương Lân, sau khi đỗ tiến sĩ thì được bổ làm Tập Hiền hiệu lý, Lam Điền úy.[1] Trong niên hiệu Càn Ninh, Lân dần được thăng đến Hộ bộ thượng thư.[1][2]
- Cháu trai gọi bằng chú, con trai cả của Dương Nghiêm là Dương Thiệp, tính đoan hậu giữ lễ, vào năm Càn Phù thứ 2 (876) đỗ tiến sĩ. Thời Đường Chiêu Tông, Thiệp dần được thăng đến Lại bộ lang trung, Lễ, Hình 2 bộ thị lang.[1] Năm Càn Ninh thứ 4 (897), Thiệp được đổi làm Lại bộ thị lang.[1][2] Năm Thiên Hữu đầu tiên (904), Thiệp được chuyển làm Tả thừa.[1] Sau khi theo Đường Chiêu Tông dời đô đến Lạc Dương, Thiệp được đổi làm Lại bộ thượng thư. Đường Ai đế nối ngôi, Thiệp được lấy bản quan để nhận chức Đồng bình chương sự, gia Trung thư thị lang. Bấy giờ thời cuộc rối ren, quyền thần (Chu Toàn Trung) ngang ngược, kết cục của nhà Đường đã rõ, Thiệp không muốn nhận chức tể tướng nhưng chẳng dám từ chối, cùng người nhà nhìn nhau mà khóc, nói rằng: "Ta không thể thoát khỏi tấm lưới này, vạ đến nơi rồi!" lại nói với con trai Dương Ngưng Thức rằng: "Với mệnh lệnh của hôm nay, nếu nhà ta gặp chuyện chẳng may, ắt liên lụy đến bọn mày." Vì thế Thiệp cư xử nhún nhường và lặng lẽ, rốt cục tránh được vạ.[1][2]
- Cháu trai gọi bằng chú, con trai thứ của Dương Nghiêm là Dương Chú, vào năm Trung Hòa thứ 2 (882) đỗ tiến sĩ. Thời Đường Chiêu Tông, Chú dần được nhận chức Khảo công viên ngoại, Hình bộ lang trung. Sau đó Chú được làm Tri chế cáo, chánh bái làm Trung thư xá nhân,[1] triệu sung chức Hàn Lâm học sĩ. Anh trai Dương Thiệp được làm tể tướng, Chú lấy cớ tị hiềm để từ nội chức, được nhận chức Hộ bộ thị lang.[1][2]

Như vậy nhà Dương trong 2 thế hệ (anh em và con cháu của Thu) đã có 10 người đỗ tiến sĩ khoa Văn học của nhà Đường.

## Giai thoại
Anh cả Dương Phát đùa bỡn, yêu cầu Thu vịnh con ếch (Vịnh oa), ông lập tức nói: "Thỏ biên phận ngọc thụ, long để diệu đồng nghi. Hội đương đồng cổ xuy, bất phục vấn quan tư." (Tạm dịch: Bên thỏ phận cây ngọc, dưới rồng rạng vẻ đồng. Gặp lúc trống đồng nổi, không tiếp tục hỏi công – tư.) Lại yêu cầu Thu vịnh cây bút (Vịnh bút), còn phải dùng chữ Kiềm, ông lập tức nói: "Tuy phỉ nang trung vật, hà kiên bất khả kiềm? Nhất triêu thao chánh sự, định sử quan tam đoan." (tạm dịch: Chẳng phải vật trong túi, sao không thể gắp lên? Một sớm nắm quyền chánh, sai khiến 3 đầu mối.)  
Mỗi dịp nghỉ lễ, người Ngô đi thăm viếng thần đồng, xin Thu làm thơ, có lần chen nhau đẩy sập hàng rào. Thu trào lộng rằng: "Bọn mày may không bị mắc sừng, sao lại dùng nó húc đổ hàng rào của tôi?  Nếu đã lên thềm rồi, khi trở ra nhớ đi theo lối có cửa." 